# Ginès Gonzales
Ginès Gonzales, né le 11 septembre 1938 à Saint-Étienne, est un footballeur français évoluant au poste de défenseur.

## Biographie
Formé à l'AS Saint-Étienne, il intègre le groupe professionnel du club en 1957 mais n'arrive pas à s'imposer, ne jouant que quatorze matchs en quatre ans toutes compétitions confondues. Il dispute les Jeux olympiques de 1960 avec l'équipe de France olympique, éliminée au premier tour ; il joue un seul match, contre le Pérou. Il rejoint donc en 1961 le RC Strasbourg, où il bénéficie de plus de temps de jeu. Il y reste quatre ans avant de revenir à l'AS Saint-Étienne en 1965. Il y joue de nouveau jusqu'en 1967.

## Statistiques
Il dispute un total de 140 matchs en Division 1 et douze matchs en Coupe de l'UEFA.

## Palmarès
- Champion de France en 1967 avec l'AS Saint-Étienne
- Vainqueur de la Coupe Charles Drago en 1958 avec l'AS Saint-Étienne.